# Tonček Štern
Tonček Štern (Maribor, 14 de novembro de 1995) é um jogador de voleibol esloveno que atua na posição de oposto.

## Carreira

### Clube
Estreou profissionalmente em 2013 pelo Calcit Kamnik. Em 2016, se transferiu para o voleibol italiano para atuar no Verona Volley.
Em 2019, o oposto foi contratado pelo BKS Visła Bydgoszcz para atuar no voleibol polonês. No ano seguinte voltou a atuar no voleibol italiano pelo Kioene Padova; enquanto no ano seguinte se transferiu para o Gas Sales Bluenergy Piacenza.
Em 2022, o oposto foi contrato pelo Olympiacos Pireu para competir no voleibol grego. Em sua temporada de estreia, conquistou o título do campeonato nacional e a Copa Challenge de 2022–23.

### Seleção
Defendeu a seleção eslovena sub-21 de 2013 a 2015. Em 2016 foi convocado para atuar na Liga Mundial de 2016 pela seleção adulta eslovena, terminando na 25ª colocação. Em 2019, conquistou o título da Challenger Cup de 2019 ao derrotar a seleção cubana por 3 sets a 0.
Foi vice-campeão do Campeonato Europeu nas edições de 2019 e 2021.

## Vida pessoal
Tonček é irmão mais novo do também jogador de voleibol Žiga Štern.

## Títulos
Calcit Kamnik
- Copa da Eslovênia: 2015–16

Olympiacos
- Campeonato Grego: 2022–23
- Copa Challenge: 2022–23
- Copa da Grécia: 2023–24

## Clubes
| Anos      | Clube                        |
| --------- | ---------------------------- |
| 2013–2016 | Calcit Kamnik                |
| 2016–2018 | Calzedonia Verona            |
| 2018–2018 | Top Volley Latina            |
| 2018–2019 | Al Arabi Qatar               |
| 2019–2019 | BKS Visła Bydgoszcz          |
| 2019–2020 | Halkbank Ankara              |
| 2020–2021 | Kioene Padova                |
| 2021–2022 | Gas Sales Bluenergy Piacenza |
| 2022–     | Olympiacos Pireu             |

## Prêmios individuais
- 2014: Campeonato Europeu Sub-20 – Melhor atacante
- 2023: Campeonato Grego – Melhor oposto